# Cantone di Sancerre
Il Cantone di Sancerre è una divisione amministrativa dell'arrondissement di Bourges.
A seguito della riforma approvata con decreto del 21 febbraio 2014, che ha avuto attuazione dopo le elezioni dipartimentali del 2015, è passato da 18 a 36 comuni.

## Composizione
I 18 comuni facenti parte prima della riforma del 2014 erano:
- Bannay
- Bué
- Couargues
- Crézancy-en-Sancerre
- Feux
- Gardefort
- Jalognes
- Menetou-Râtel
- Ménétréol-sous-Sancerre
- Saint-Bouize
- Saint-Satur
- Sancerre
- Sens-Beaujeu
- Sury-en-Vaux
- Thauvenay
- Veaugues
- Verdigny
- Vinon

Dal 2015 i comuni appartenenti al cantone sono i seguenti 36:
- Assigny
- Bannay
- Barlieu
- Belleville-sur-Loire
- Boulleret
- Bué
- Concressault
- Couargues
- Crézancy-en-Sancerre
- Dampierre-en-Crot
- Feux
- Gardefort
- Jalognes
- Jars
- Léré
- Menetou-Râtel
- Ménétréol-sous-Sancerre
- Le Noyer
- Saint-Bouize
- Saint-Satur
- Sainte-Gemme-en-Sancerrois
- Sancerre
- Santranges
- Savigny-en-Sancerre
- Sens-Beaujeu
- Subligny
- Sury-en-Vaux
- Sury-ès-Bois
- Sury-près-Léré
- Thauvenay
- Thou
- Vailly-sur-Sauldre
- Veaugues
- Verdigny
- Villegenon
- Vinon